# Aari (langue)
Cet article possède un paronyme, voir Ari (langue).
Pour les articles homonymes, voir Aari (homonymie).
L'aari (autonyme, ʔaːrí) est une langue afro-asiatique de la branche des langues omotiques parlée par les Aari dans la zone Debub Omo de la Région des nations, nationalités et peuples du Sud d'Éthiopie.

## Nom
L'aari est aussi appelé aarai, ara, ari, aro, et de manière péjorative shankilla, shankilligna ou shankillinya.

## Classification
L'aari est classé parmi les langues couchitiques occidentales, un sous-groupe aussi appelé omotique. Les langues omotiques sont considérées par certains linguistiques comme étant une branche des langues afro-asiatiques et non comme appartenant au couchitique.
La langue fait partie du sous-groupe de l'omotique méridional, avec le continuum linguistique hamer.

## Utilisation
En  2007, l'aari est parlé par 298 300 personnes, dont 285 000 comme langue maternelle et 13 300 comme langue seconde. Il y aurait environ 129 000 monolingues.
Il est utilisé par des gens de tous âges, surtout à la maison et au marché. Ses locuteurs utilisent parfois également l'amharique. Certains locuteurs du dime s'en servent comme langue seconde.
L’ordre des mots est de type Sujet-Objet-Verbe. Les postpositions sont utilisées à la place des prépositions, comme -k (« avec ») ou -ken (« pour »). Les modificateurs et les propositions relatives sont placés après l’élément qu’ils qualifient.
L’aari n’est pas une langue couramment écrite. Quelques textes ont été produits à l’aide du syllabaire éthiopien dans le cadre d’une campagne d’alphabétisation, mais cette initiative est restée marginale. Seuls un manuel élémentaire (1991), le Nouveau Testament (1997) et quelques petits ouvrages ont été publiés.

## Étude
L’étude académique de la langue n’a commencé que dans les années 1980, notamment avec le rapport de Carolyn Ford (1985). Richard Hayward a par la suite publié une description grammaticale approfondie. Malgré les travaux sur la phonologie, la morphologie et le lexique, des recherches complémentaires sont nécessaires.

## Dialectes
L'aari possède les dialectes du bako (baco), biyo (bio), laydo, seyki, shangama, sido, wubahamer (ubamer) et du zeddo.

## Alphabet
L'aari peut s'écrire avec l'alphasyllabaire guèze (alphabet éthiopien) ou l'alphabet latin.

## Phonologie
Les tableaux montrent la phonologie de l'aari : les voyelles et les consonnes.

### Voyelles
|         | Antérieure | Centrale | Postérieure |
| ------- | ---------- | -------- | ----------- |
| Fermée  | i [i]      |          | u [u]       |
| Moyenne | e [ɛ]      |          | o [ɔ]       |
| Ouverte |            | a [a]    |             |

### Consonnes
|              |              | Bilabiales | Alvéol.    | Dorsales  | Dorsales | Dorsales | Glottales |
| ------------ | ------------ | ---------- | ---------- | --------- | -------- | -------- | --------- |
| Palatales    | Vélaires     | Bilabiales | Alvéol.    | Uvulaires |          |          | Glottales |
| Occlusives   | Sourdes      |            | t [t]      |           | k [k]    | q [q]    | ʔ [ʔ]     |
| Occlusives   | Sonores      | b [b]      | d [d]      |           | g [g]    |          |           |
| Occlusives   | Implosives   | p’ [ƥ]     | d’ [ɗ]     |           |          |          |           |
| Fricatives   | Sourdes      | f [f]      | s [s]      | š [ʃ]     |          |          | h [h]     |
| Fricatives   | Sonores      |            | z [z]      | ž [ʑ]     |          |          |           |
| Affriquée    | Sourdes      |            | ts [t͡s]    | č [t͡ʃ]    |          |          |           |
| Affriquée    | Sonores      |            |            | dʒ [d͡ʑ]   |          |          |           |
| Affriquée    | Éjectives    |            | ts’ [t͡sʰ’] | č’ [t͡ʃ’]  |          |          |           |
| Nasales      | Nasales      | m [m]      | n [n]      |           |          |          |           |
| liquides     | liquides     |            | l [l]      |           |          |          |           |
| roulées      | roulées      |            | r [r]      |           |          |          |           |
| Semi-voyelle | Semi-voyelle | w [w]      |            | y [j]     |          |          |           |

### Allophones
L'uvulaire [q] est fricativisée, entre deux voyelles, par exemple ʃóχa ou, ʃóʁa ou ʃóqa, corne. À l'initiale elle peut être [q͡χ]. La nasale [n]  s'assimile à la consonne suivante et peut être dentale, alvéolaire, palatalo-alvéolaire ou uvulaire.